# Werner Kimmig
Werner Kimmig (* 23. August 1948) ist ein deutscher Fernsehproduzent und ehemaliger Musikmanager.

## Leben
Werner Kimmig wuchs in Oberkirch auf. Nach einer Ausbildung zum Verlagskaufmann beim Hubert Burda Verlag in Offenburg und einem Studium in München wurde er 1970 Werbeleiter der Bunten und der Freizeit Revue.
1973 machte er sich mit der Gründung der damaligen Künstleragentur Werner Kimmig GmbH (heute Kimmig Entertainment GmbH) selbstständig. Als erste Künstler betreute er die Schlagersänger Paola Felix und Costa Cordalis. 1981 begann sein Unternehmen mit der Produktion von Einspielfilmen mit versteckter Kamera für die Unterhaltungssendung Verstehen Sie Spaß?. Die Fernsehproduktion ist seit 1982 der Schwerpunkt des Unternehmens. Neben Verstehen Sie Spaß? werden u. a. die Verleihung des Echo und des deutschen Fernsehpreis' sowie Immer wieder sonntags, Schlager-Spaß mit Andy Borg und Die Helene Fischer Show produziert. Außerdem produziert er die José Carreras Gala, die ARD-Silvestershow sowie Dokumentationen über Luciano Pavarotti, Caterina Valente, Vico Torriano, Freddy Quinn, Peter Kraus; Mireille Mathieu u. v. m. Seit 1990 produziert er die Gala zur Bambi-Verleihung.
2011 schied Kimmig aus der Geschäftsführung der Kimmig Entertainment GmbH aus; er ist jedoch weiterhin Geschäftsführer ihrer alleinigen Gesellschafterin, der „Werner Kimmig GmbH & Co. KG“.
Er lebt in Oberkirch.

## Auszeichnungen
- Ehrenmitglied im Förderverein krebskranker Kinder e.v. Freiburg (1990)
- Bundesverdienstkreuz am Bande (2003), für sein Engagement als Vorstand des Fördervereins für krebskranke Kinder Freiburg e.V.[5]
- Echo (2004), Medienmann des Jahres
- Bambi (2019), Kategorie Kreativität
- Goldene Henne (2020), Kategorie Entertainment
- Ehrenmitglied in der Produzentenallianz (2021)